# 202
Правління Септімія Севера в Римській імперії.
У Китаї править династія Хань, в Індії — Кушанська імперія.

## Події
- Імператор Септімій Север повертається до Рима зі Сходу.
- Посилюються переслідування християн у Римській імперії. Едиктом імператора заборонене навернення до християнства і прозелітична діяльність.
- Заборонені гладіатори-жінки.
- Проведено капітальний ремонт Пантеона.

## Народились
- Цзян Вей

## Померли
- Святий Харлампій
- Іреней Ліонський (приблизна дата)
- Юань Шао